# Johannes Henn
Johannes Henn (* 28. August 1980 in München) ist ein deutscher theoretischer Teilchenphysiker und Hochschullehrer.

## Biografie
Henn absolvierte sein Physikstudium an der Universität Augsburg, der Université de Savoie sowie an der École normale supérieure de Lyon. Nach der Promotion am Laboratoire d'Annecy-Le-Vieux de Physique Théorique forschte er drei Jahre als Postdoc an der Humboldt-Universität zu Berlin. 2011 wechselte er an das Institute for Advanced Study (IAS) in Princeton. 2015 wurde er als W3-Professor an die Johannes Gutenberg-Universität Mainz berufen, wo er eine wissenschaftliche Arbeitsgruppe für theoretische Physik leitete. Seit Oktober 2018 ist er Direktor am Max-Planck-Institut für Physik, Wissenschaftliches Mitglied der Max-Planck-Gesellschaft, und Honorarprofessor an der Ludwig-Maximilians-Universität München.
Ab 2018 koordinierte er zusammen mit seinen Physiker-Kollegen Benjamin Basso (Laboratoire de Physique) und David Kosower (Institut de Physique Théorique, CEA Saclay) ein deutsch-französisches Doktorandenkolleg. Seit 2021 ist er Mitglied im Wissenschaftlichen Beirat der Deutsch-Französischen Hochschule.

## Forschungsaktivitäten
Henn befasst sich unter anderem mit Streuamplituden in der Quantenfeldtheorie, mit denen sich Beschleunigerexperimente präzise beschreiben lassen. Dieses Forschungsfeld verknüpft theoretische und experimentelle Physik und hat zum Ziel, Elementarteilchen als Grundbausteine der Materie zu erforschen und zu verstehen, nach welchen Naturgesetzen sie miteinander wechselwirken.
Er entdeckte eine versteckte Yang-Symmetrie der N=4 supersymmetrischen Yang-Mills-Theorie gemeinsam mit Jan Plefka und David Drummond. Diese Symmetrie erklärt viele einfache Eigenschaften von Streuamplituden und legt nahe, dass diese Theorie die erste nichttriviale Quantenfeldtheorie in vier Dimensionen ist, die exakt lösbar ist. Insbesondere gelang es Henn dadurch, eine exakte Formel für 4- und 5-Teilchenstreuprozesse in der N=4 supersymmetrischen Yang-Mills-Theorie zu beweisen. Weiterhin zeigte er, dass in dieser Theorie gebundene Zustände aufgrund von verborgenen konformen Symmetrien, ähnlich wie beim quantenmechanischen Kepler-Problem (mit dem Runge-Lenz-Vektor als Erhaltungsgröße) und dem Wasserstoffatom, exakt lösbar sind.
Henn entwickelte außerdem eine innovative Methode für die Berechnung von Feynman-Integralen, basierend auf Differentialgleichungen. Dadurch lassen sich die Eigenschaften der auftretenden speziellen Funktionen besser verstehen. Die neue Methode ist mittlerweile zum Standard geworden und hat viele Anwendungen gefunden, zum Beispiel in der Phänomenologie von Elementarteilchen.

## Auszeichnungen und Mitgliedschaften
2017 erhielt Henn einen mit rund 2 Millionen dotierten ERC Consolidator Grant. 2023 erhielt er gemeinsam mit Bernd Sturmfels (Max-Planck-Institut für Mathematik in den Naturwissenschaften, Leipzig), Daniel Baumann (Universität Amsterdam, Niederlande) und Nima Arkani-Hamed (Institute for Advanced Study, Princeton, USA) einen Synergy Grant des Europäischen Forschungsrates für das Projekt „Positive Geometry in Particle Physics and Cosmology“.

## Publikationen
- J. M. Henn: Multiloop integrals in dimensional regularization made simple. In: Physical Review Letters. Band 110, 2013, 25, 251601
- S. Caron-Huot und J. M. Henn: Solvable Relativistic Hydrogenlike System in Supersymmetric Yang-Mills Theory. In: Physical Review Letters. Band 113, 2014, 16, 161601
- A. Grozin, J. M. Henn, G. P. Korchemsky, P. Marquard: Three Loop Cusp Anomalous Dimension in QCD. In: Physical Review Letters. Band 114, 2015, 6, 062006
- T. Gehrmann, J. M. Henn, N. A. Lo Presti: Analytic form of the two-loop planar five-gluon all-plus-helicity amplitude in QCD. In: Physical Review Letters. Band 116, 2016, 6, 062001
- J. M. Henn, B. Mistlberger: Four-Gluon Scattering at Three Loops, Infrared Structure, and the Regge Limit. In: Physical Review Letters. Band 117, 2016, 17, 171601
- D. Chicherin, J. M. Henn, E. Sokatchev: Amplitudes from superconformal Ward identities. In: Physical Review Letters. Band 121, 2018, 02160